# Liste du patrimoine immobilier classé de Beaumont
Cette page regroupe l'ensemble du patrimoine immobilier classé de la ville belge de Beaumont.
| Objet | Année de construction / Architecte | Adresse               | Section communale | Coordonnées                      | Numéro d’inventaire | Illustration |
| --- | ---------------------------------- | --------------------- | ----------------- | -------------------------------- | ------------------- | --- |
| La Tour Salamandre incorporée dans la propriété Trinité Notre-Dame à Beaumont |                                    |                       | Beaumont          | 50° 14′ 07″ nord, 4° 14′ 03″ est | 56005-CLT-0001-01   | Tour Salamandre |
| La chapelle Saint-Julien l'Hospitalier, à Beaumont (M) ainsi que l'ensemble formé par cette chapelle, la parcelle sur laquelle elle se trouve et le sentier qui y donne accès (S) |                                    |                       | Beaumont          | 50° 13′ 59″ nord, 4° 14′ 05″ est | 56005-CLT-0006-01   | La chapelle Saint-Julien l'Hospitalier, à Beaumont (M) ainsi que l'ensemble formé par cette chapelle, la parcelle sur laquelle elle se trouve et le sentier qui y donne accès (S) |
| L'église Saint-Lambert à Barbençon |                                    |                       | Barbençon         | 50° 13′ 12″ nord, 4° 16′ 46″ est | 56005-CLT-0007-01   | L'église Saint-Lambert à Barbençon |
| L'église Saint-Martin de Leval-Chaudeville (M) ainsi que l'ensemble formé par cette église et le cimetière qui l'entoure, y compris le mur de clôture (S)                         |                                    |                       | Leva-Chaudeville  | 50° 14′ 08″ nord, 4° 12′ 33″ est | 56005-CLT-0009-01   | L'église Saint-Martin de Leval-Chaudeville (M) ainsi que l'ensemble formé par cette église et le cimetière qui l'entoure, y compris le mur de clôture (S)                         |
| L'église Saint-Martin à Renlies |                                    |                       | Renlies           | 50° 11′ 31″ nord, 4° 15′ 56″ est | 56005-CLT-0011-01   | Image manquanteTéléverser |
| Les façades et les toitures du bâtiment d'habitation et de la grange (les étables attenant au corps de logis étant exclues) de la ferme située chemin du Haut Marteau, à Beaumont |                                    |                       | Beaumont          | 50° 10′ 40″ nord, 4° 17′ 22″ est | 56005-CLT-0012-01   | Image manquanteTéléverser |
| Les façades et les toitures de l'immeuble sis rue de Binche, n°6 à Beaumont |                                    | Rue de Binche n°6     | Beaumont          | 50° 14′ 17″ nord, 4° 14′ 05″ est | 56005-CLT-0013-01   | Les façades et les toitures de l'immeuble sis rue de Binche, n°6 à Beaumont |
| Les façades et les toitures, y compris celles de la grange, du château-ferme à Barbençon                                                                                          |                                    |                       | Barbeçon          | 50° 14′ 10″ nord, 4° 18′ 40″ est | 56005-CLT-0014-01   | Image manquanteTéléverser |
| Chapelle de la Vierge Sacrée, sise Place de Géramont, à Beaumont |                                    |                       | Beaumont          | 50° 11′ 17″ nord, 4° 16′ 01″ est | 56005-CLT-0015-01   | Image manquanteTéléverser |
| Chapelle Notre-Dame des Sept Douleurs, à Beaumont |                                    |                       | Beaumont          | 50° 11′ 29″ nord, 4° 15′ 52″ est | 56005-CLT-0016-01   | Image manquanteTéléverser |
| Ensemble formé par les remparts de la ville de Beaumont |                                    |                       | Beaumont          | 50° 14′ 17″ nord, 4° 14′ 00″ est | 56005-CLT-0019-01   | Ensemble formé par les remparts de la ville de Beaumont |
| Les façades et les toitures de l'ancienne cure à Beaumont |                                    | Place de Thirimont 14 | Thirimont         | 50° 15′ 40″ nord, 4° 14′ 05″ est | 56005-CLT-0020-01   | Image manquanteTéléverser |
| La potale du XVIIIe siècle située au carrefour de la rue des Trous et de la rue de l’Étang, à Beaumont                                                                            |                                    |                       | Beaumont          | 50° 13′ 08″ nord, 4° 17′ 03″ est | 56005-CLT-0021-01   | Image manquanteTéléverser |
| Les façades et les toitures de la ferme Peruque à Beaumont |                                    |                       | Beaumont          | 50° 13′ 21″ nord, 4° 17′ 12″ est | 56005-CLT-0022-01   | Image manquanteTéléverser |